# Convair Model 118
Dimensions
Le Convair Model 118, connu sous le nom de "ConvAirCar", était le second prototype de voiture volante développé par Convair pour un usage grand public. Ce véhicule était équipé d'un module d'ailes amovible, ce qui lui permettait de se transformer en avion léger avec une autonomie de vol d'environ une heure. Capable d'accueillir jusqu'à quatre passagers, le Model 118 était fabriqué en fibre de verre et offrait la possibilité de remorquer ses ailes et son moteur aérien lorsqu'il n'était pas en vol. Cependant, des problèmes de sécurité se sont manifestés lors d'un vol d'essai, entraînant des dommages à l'appareil et suscitant des inquiétudes parmi le public. Malgré la création d'un second prototype, l'intérêt pour le projet a diminué, et le Model 118 n'a jamais atteint le stade de production.

## Histoire
Après la Seconde Guerre Mondiale, Convair, située à San Diego, a étendu ses activités à l’aviation civile, développant des avions de transport collectif pour les voyages commerciaux et explorant aussi des options pour la mobilité individuelle. L’entreprise envisagea une voiture volante équipée d'une cellule d’avion, destinée à un usage quotidien pour permettre aux usagers d’éviter les embouteillages, avec la possibilité de louer ces véhicules dans des aéroports régionaux ou internationaux. En 1946, avec l’ingénieur Theodore Hall, Convair créa le Convair Model 116, un prototype dont les essais furent concluants. Bien qu'il ait démontré que l’idée d’une voiture volante était réalisable, ses moteurs et sa conception restaient rudimentaires et peu attractifs pour le grand public. Le modèle 118 fut donc envisagé pour apporter des améliorations significatives, visait à offrir une meilleure puissance, un design optimisé et des caractéristiques adaptées à un usage commercial plus crédible. En novembre 1947, Hall et l’équipe de conception de Convair ont finalisé le modèle 118, une évolution du modèle 116. Ce modèle quatre places, construit avec une carrosserie en fibre de verre, permettait de remorquer les ailes et le moteur aérien lorsqu'ils n'étaient pas utilisés. Pour que le véhicule passe en configuration de vol, il suffisait d'ajouter le module d'aviation amovible sur le toit, lequel comprenait les ailes et la queue, et pouvait être installé rapidement. Une fois le module en place, le Model 118 bénéficiait d'une autonomie de vol d'environ une heure, permettant des trajets courts. Le concept visait ainsi une transformation temporaire du véhicule en avion léger, lui permettant de revenir en mode routier après l'atterrissage. Les ingénieurs croyaient qu'en associant une carrosserie d'avion à une voiture, les utilisateurs seraient enclins à l'adopter pour leurs trajets quotidiens. L'aile monoplane et la partie arrière de la voiture volante étaient conçues pour être retirées et stockées facilement dans un garage. Un objectif de production ambitieux de 160 000 unités était envisagé, avec un prix fixé à 1 500 $. Convair anticipait que le modèle 118 serait acquis en masse pour être proposé à la location dans les aéroports.Le développement de la Convaircar Model 118 était soutenu par General Motors et Hertz, qui étaient associés au projet.

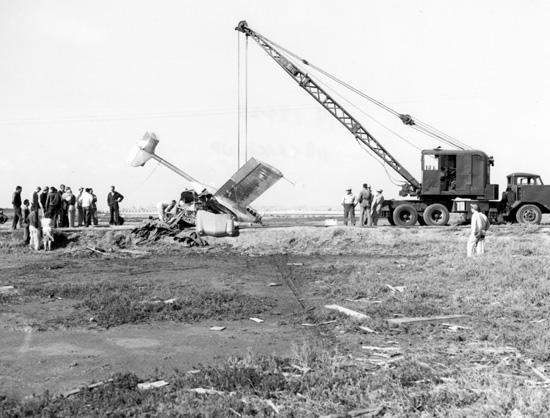
Le Convair Model 118 après son atterrissage d'urgence

Après avoir réussi ses essais au sol, la voiture volante était enfin prête à s'envoler. Le prototype immatriculé NX 90850 a réalisé son premier vol le 15 novembre 1947, sous le pilotage de Reuben Snodgrass, qui a navigué avec succès autour de San Diego. À cette époque, la nouvelle du succès de ce vol a rapidement fait le tour du pays. Quelques jours plus tard, lors de son troisième vol d'essai, l'appareil devait réaliser une démonstration d'une heure au-dessus de San Diego, en Californie, mais il a rencontré une panne de carburant durant l'essai, ce qui a nécessité un atterrissage d'urgence. Bien que le pilote ait réussi à s'échapper avec des blessures mineures, la voiture volante a subi de graves dommages lors de cet atterrissage, la carrosserie fut détruite et l'aile endommagée. L'enquête qui a suivi a révélé que des ingénieurs avaient accidentellement confondu la jauge de carburant automobile avec celle du moteur d'aviation lors de l'assemblage du prototype. Il a fallu deux mois et demi pour construire un second exemplaire, réutilisant des éléments du premier, comprenant une carrosserie entièrement neuve, afin de continuer les essais.Le second prototype effectua son vol inaugural le 29 janvier 1948, piloté par W. G. Griswold. À la suite de cet accident, le public et les clients potentiels restaient cependant sceptiques quant à la sécurité de la voiture volante, l'intérêt de Convair pour le projet a diminué, entraînant son abandon final. Theodore Hall, convaincu par son projet, fonda la T. P. Hall Engineering Corp et racheta les droits du projet afin de poursuivre le développement. Cependant, le Convair Model 118 n’a jamais atteint le stade de production.

## Conception
À la différence du Model 116, le Convair Model 118 reprenait l'apparence typique des voitures particulières américaines de l'époque. Sa carrosserie en fibre de verre pesait environ 328 kg, avec un poids à vide de 691 kg et un poids brut de 1 157 kg.. L'envergure des ailes mesurait 10,5 mètres et la hauteur atteignait 2,5 mètres. Le véhicule était équipé d'un toit en aluminium renforcé pour soutenir la section de vol, avec des ailes en aluminium montées sur le dessus. Un moteur refroidi par air de Crosley Motors développait 19 kW (25 ch) pour la conduite sur route, permettant une vitesse maximale de 97 km/h. Pour la propulsion aérienne, un moteur à six cylindres Lycoming O-435C, également refroidi par air, produisait 142 kW (190 ch). En vol, la vitesse de croisière était d'environ 201 km/h, tandis que la vitesse maximale atteignait 211 km/h.

## Analyse

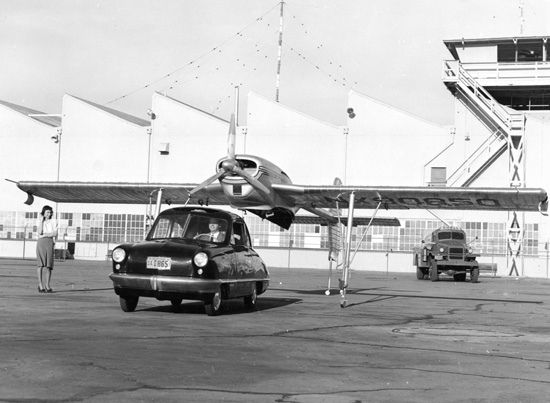
Démonstration de l'utilisation du module d'aviation amovible.

La commercialisation de la Convaircar a été freinée par plusieurs obstacles techniques et pratiques. La Convaircar combinait les fonctionnalités d’une voiture et d’un avion, ce qui augmentait sa complexité. Cette double fonctionnalité nécessitait des composants supplémentaires par rapport à un véhicule classique, comme des ailes amovibles et des moteurs séparés pour la conduite et le vol. Ces éléments, en plus de la conception même de la machine, complexifiaient la maintenance, l'assemblage, ainsi que l'utilisation pour les conducteurs-pilotes. De plus, des infrastructures adaptées (espaces de stockage pour les ailes, pistes de décollage et d’atterrissage) auraient été nécessaires pour une utilisation quotidienne, ce qui n’était pas envisageable dans la majorité des aéroports et zones urbaines de l’époque. Un des défis majeurs pour les voitures volantes comme la Convaircar résidait dans le rapport poids puissance. Sur route, une puissance relativement faible d’environ 20 chevaux était suffisante pour des vitesses standards, mais pour un vol, le véhicule avait besoin d’une puissance d’au moins 160 chevaux. Bien que certains moteurs de voiture puissent atteindre une telle puissance, ils n'était pas capable de tenir un tel régime sur une longue période, ce qui rendait le vol prolongé difficile et peu fiable. L'utilisation d'un moteur d'aviation était donc indispensable mais non compatible pour usage routier, c'est pour cette raison que le Convair Model 118 emportait deux motorisations. La traînée aérodynamique diffère considérablement entre une voiture et un avion. Les avions personnels peuvent voler à une vitesse d'environ  300 km/h avec une consommation de carburant modérée, atteignant environ 12 km par litre. À la même vitesse, une voiture sportive aurait besoin de 660 chevaux pour maintenir son allure, consommant environ 1,2 km par litre. Cela est dû à une différence significative de surface de traînée, environ 0,13 m² pour un avion léger contre 0,42 m² pour une voiture. Ce déséquilibre rendait l’adaptation de la conception automobile au vol extrêmement difficile. Ainsi, les défis de la technologie hybride, de la gestion de puissance et des exigences aérodynamiques ont contribué à l'échec de la Convaircar en tant que véhicule commercial viable.

## Conservation
Jusqu'en 1978, le second prototype du Convair Model 118 était exposé au Musée de l'air et de l'espace de San Diego. Malheureusement, dans la nuit du 22 février 1978, un incendie s'est déclaré dans les hangars à avions du musée, détruisant 55 avions, dont le Convair Model 118. Le bâtiment, âgé de 62 ans, était entièrement en bois et ne disposait pas de système de lutte incendie, ce qui a conduit à sa destruction totale.